# Hydraena gressa
Hydraena gressa är en skalbaggsart som beskrevs av Armand D'Orchymont 1944. Hydraena gressa ingår i släktet Hydraena och familjen vattenbrynsbaggar. Inga underarter finns listade i Catalogue of Life.